# Heinrich Tramm
Pour les articles homonymes, voir Tramm.

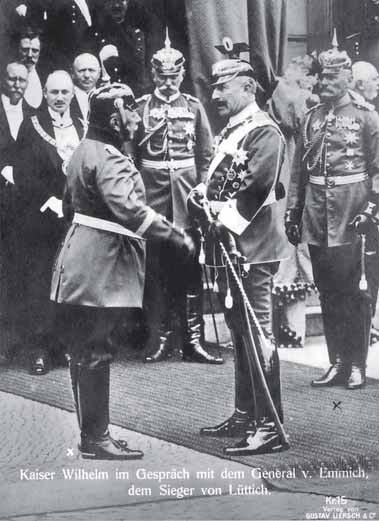
Inauguration du nouvel hôtel de ville le 20 juin 1913 ; Heinrich Tramm (troisième à partir de la gauche) avec la collier de fonction. La référence au vainqueur de Liège dans la légende est un ajout des années de la Première Guerre mondiale

Gottlieb August Heinrich Tramm (né le 13 mars 1854 à Hanovre et mort le 13 mars 1932 dans la même ville) est un homme politique et fonctionnaire allemand. En tant que successeur de feu Ferdinand Haltenhoff (de), Tramm est directeur de la ville de Hanovre de 1891 à 1918 et façonne la capitale de la province prussienne de Hanovre (« ère Tramm ») pendant l'ère wilhelminienne au tournant du siècle. La place devant le nouvel hôtel de ville (de), Trammplatz (de), porte son nom.

## Biographie
Tramm est le fils de l'architecte hanovrien Christian Heinrich Tramm (de) et grandit avec sa grand-mère après la mort prématurée de ses parents (en 1861 pour cause de maladie). Après le lycée, il étudie le droit et les sciences politiques à Heidelberg, Leipzig et Berlin de 1874 à 1877. Dès 1883, il devient sénateur à plein temps au sein du magistrat de Hanovre et en 1885, il entre à la Chambre des représentants de Prusse pour le Parti national-libéral.
Après que Tramm ait été directeur adjoint de la ville, il est remplacé par Hans Eyl (de) en 1891 et élu directeur de la ville de Hanovre (l'équivalent du maire actuel), poste qu'il occupe jusqu'en 1918. Le premier mariage de Tramm est avec Klarchen Meyer ; sa femme est décédée en 1896. Lors de son deuxième mariage, il se marie Olga Polna (1869-1936), chanteuse au théâtre de la Cour d'Hanovre. Il a une fille de son premier mariage et deux fils de son deuxième mariage ; Oskar le plus jeune (né en 1902) est exécuté en 1943 dans la prison de Brandebourg-Görden pour atteinte à la force militaire.
Hanovre connaît un développement industriel et structurel rapide pendant trois décennies au cours de « l’ère Tramm ». Il s'agit notamment de l'incorporation des banlieues d'Herrenhausen, Hainholz, Vahrenwald et List en 1891 et de la mise en service de la centrale électrique de Herrenhausen, de l'agrandissement du cimetière de la ville de Stöcken (de) (1889-1892) et de la construction de la première halle de marché (1892), l'hôpital I sur la Wartenhoffstrasse (aujourd'hui : Clinique de la ville nord (de)) et l'agrandissement du quartier de la Bödekerstraße (Oststadt) - le tout jusqu'en 1895. En outre, l'endiguement de l'Ägidienmasch, l'achat des briqueteries de Grasdorf, Wülfel et Laatzen, l'achèvement du réseau d'égouts du centre-ville et la mise en service de l'aqueduc de Grasdorf (le tout en 1901).

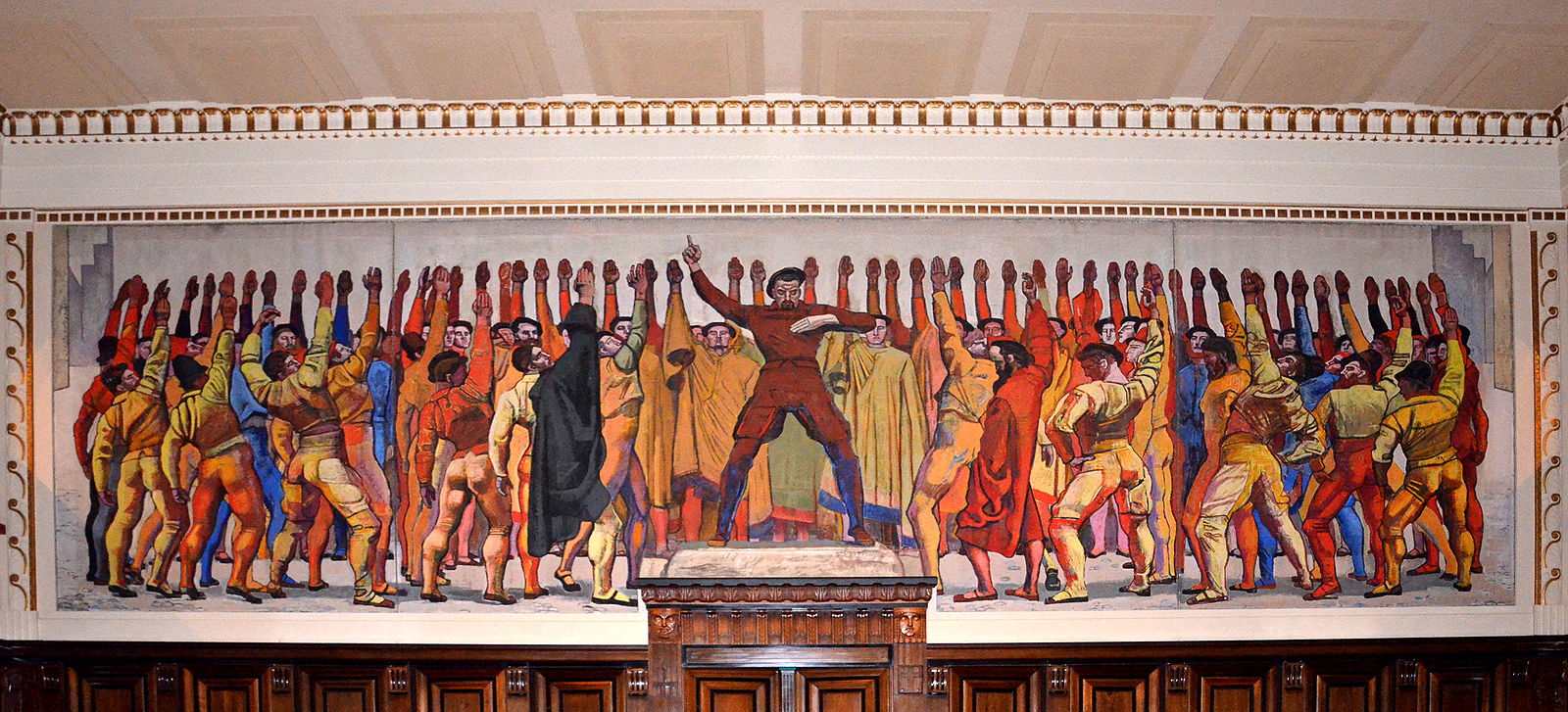
Dietrich Arnsborg, sur une estrade surélevée, fait jurer les citoyens par les enseignements de la Réforme en 1533 ; Peinture de Ferdinand Hodler commandée par Tramm, 1913, « Salle Hodler », nouvel hôtel de ville

Tramm apporte une contribution particulièrement précieuse à la construction du nouvel hôtel de ville (de) entre 1901 et 1913. Cela comprend, entre autres, la commande du peintre suisse Ferdinand Hodler du tableau monumental « Unanimité », achevé en 1913, qui symbolise le serment des citoyens de Hanovre sous Dietrich Arnsborg (de) aux enseignements de la Réforme. Tramm fait adopter le tableau, qui est maintenant installé dans la « salle Hodler » du nouvel hôtel de ville, malgré de nombreuses résistances
D'autres changements urbains sous Tramm comprennent l'agrandissement de la gare principale, la construction de gares de banlieue, la construction du ligne de contournement de marchandises (de) (1902-1910), l'acquisition par la ville du zoo de Kirchrode (1903) et de la Kleine Bult (aujourd'hui quartier du zoo) et son développement grâce à la construction de la nouvelle caserne des uhlans et plus tard de la mairie (de). Il y aussi la construction du nouveau champ de courses sur le Bult, l'incorporation des faubourgs Groß et Klein Buchholz, Bothfeld, Lahe, Kirchrode, Döhren et Wülfel en 1907, ce qui signifie une augmentation de 60 km2 de la zone urbaine, la mise en service de l'aqueduc d'Elze et acquisition du manoir Burg (tout jusqu'en 1912). Le dernier point culminant est la construction de l'hôtel de ville (1911 à 1914) : juste au coin de la rue, Heinrich Tramm vit dans sa magnifique villa officielle, encore conservée aujourd'hui.
Après sa démission de son poste de directeur de la ville à l'époque de la Révolution de novembre 1918, Tramm revient à la vie politique en 1919 lorsqu'il est élu au Conseil des citoyens d'Hanovre sur sa propre liste. En 1924-1929, il est l'un des dirigeants du « Bloc de l'Ordre » conservateur et est chargé de remplacer le maire social-démocrate Robert Leinert (de), impopulaire dans les cercles bourgeois.
Tramm est également politiquement actif au niveau national. De 1886 à 1891, il est député de la Chambre des représentants de Prusse pour le Parti national-libéral et de 1891 à 1929 du parlement provincial de Hanovre (de), Tramm rejoignant le DVP libéral de droite après la révolution.

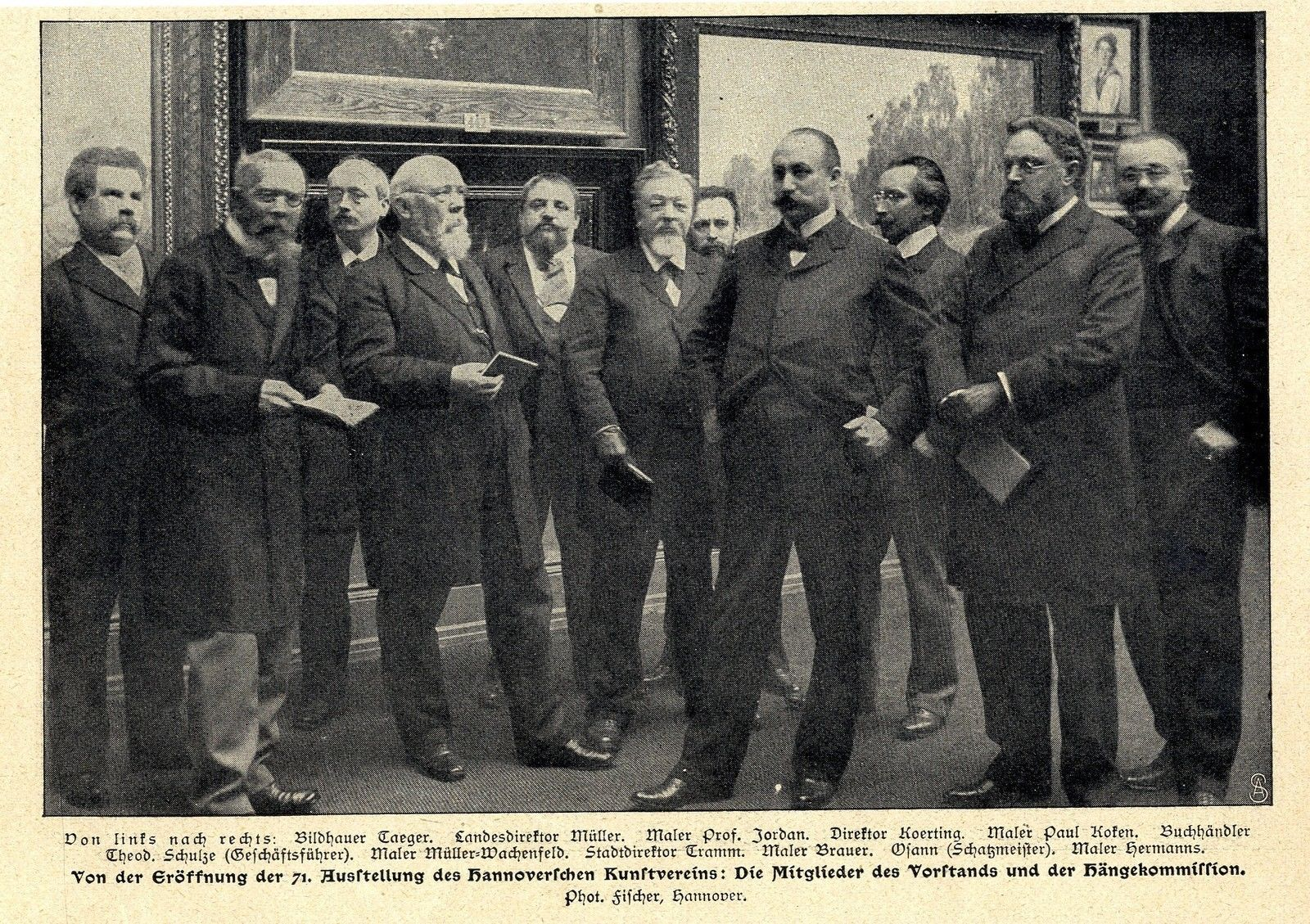
Heinrich Tramm (4e à partir de la droite) en tant que membre de l'Association d'art de Hanovre à sa 71e édition. vernissage de l'exposition;
Tirage photo d'après une photo de groupe d'Ernst August Fischer, 1903

Tramm, qui a déjà soutenu le peintre Rudolf Weber (de), alors âgé de 14 ans, en 1891,  est un collectionneur d'art engagé (70 tableaux sont accrochés dans sa villa au moment de sa mort). Sous l'influence de Max Liebermann, qui a peint des portraits de lui et de sa femme Olga, Tramm a accès à des artistes modernes et a fait en sorte que leurs tableaux soient achetés par la ville de Hanovre.
La tombe d'honneur d'Heinrich Tramm dans la capitale de l'État de Hanovre, dans laquelle sont également enterrés son épouse Olga et son fils exécuté Oskar, se trouve au cimetière de la ville d'Engesohde, département d'urne 23 E, tombe n° 1a-b.